# Artjom Alexandrowitsch Poplewtschenkow
Artjom Alexandrowitsch Poplewtschenkow (russisch Артём Александрович Поплевченков; * 9. Juni 2000 in Moskau) ist ein russischer Fußballtorwart.

## Karriere

### Verein
Poplewtschenkow begann seine Karriere bei Spartak Moskau. Im September 2018 stand er gegen Baltika Kaliningrad erstmals im Kader der zweiten Mannschaft von Spartak. Im Dezember 2018 war er gegen Anschi Machatschkala auch erstmals im Spieltagskader der ersten Mannschaft. Für beide Teams kam er jedoch vorerst nicht zum Einsatz.
Im August 2020 debütierte er schließlich für Spartak-2 in der zweitklassigen Perwenstwo FNL, als er am zweiten Spieltag der Saison 2020/21 gegen Torpedo Moskau in der Startelf stand.

### Nationalmannschaft
Poplewtschenkow absolvierte im April 2016 ein Spiel für die russische U-16-Auswahl.